# بلود أومين 2
بلود أومين 2 (بالإنجليزية: Blood Omen 2)‏ ، هي الجزء الثاني من سلسلة لعبة ليغيسي أوف كاين من نوع أكشن ومغامرات، من تطوير ستوديو كريستال دينامكس الأمريكية، صدرت في السوق سنة 2002م وتعمل لأنظمة بلاي ستيشن 2 وإكس بوكس وجيم كيوب.